# Oleksiivka, Novomîkolaiivka
Oleksiivka (în ucraineană Олексіївка) este un sat în comuna Novoivankivka din raionul Novomîkolaiivka, regiunea Zaporijjea, Ucraina.

## Demografie
Componența lingvistică a localității Oleksiivka
     Ucraineană (94,12%)
     Rusă (5,88%)
Conform recensământului din 2001, majoritatea populației localității Oleksiivka era vorbitoare de ucraineană (94,12%), existând în minoritate și vorbitori de rusă (5,88%).